# Иестин ап Гурган
Иестин ап Гурган (валл. Iestyn ap Gwrgan; ум. после 1043 года) — один из принцев Гливисинга, сын Гургана, который согласно Гвентианской Хронике, был сыном Итела, сына Моргана Старого.

## Биография
Согласно Гвентианской Хронике, в отличие от своего мудрого и миролюбивого отца, "Иестин предпочел беспорядок и склонность к войне и турбулентности", добавив, что Иестин построил «замок» «Денис Поуис» на «комите Трев Эссиллт» и «присоединился к Аеддану, сыну Блегиурида, и они спланировали войну, чтобы приобрести территорию Маредида».
Далее, согласно этому же источнику, Айдан захватил территорию Маредида в 1000 году, а затем «отправился в Гвинедд», где он победил «Кинана ап Хивела и приобрел, таким образом, страну Гвинедд … [и] приобрел весь Уэльс». Затем он был убит Лливелином, правителем Маэс Эссилта, что в Гвенте. Иестин при этом не упоминается.
В 1030 году умер его отец.
В 1032 году, брат Лливелина, Ротперт, лорд Эссиллта, победил саксов и заключил мир с Иестином.
В «Гвентианской хронике» говорится, что "Иестин сын Гургана ... после смерти Дэнис, дочери Блетина, его первой жены" попросил себе в замуж дочь «Ротперта сына Сейсилла» ... Ардэн от Эвилии ферх Гургенеу и ему было отказано её отцом из-за её возраста", но что он "овладел ею против её воли". Произошедшее датируется промежутком 1032-1036 годами.
В этой же Хронике, за 1043 год, по поводу смерти Хивела Гламорганского, говорится, что «Иестин сын Гургана ... худший принц из когда-либо встречавшихся в Уэльсе» и что он наследовал Хивелу.

## Семья
Считается, что от жены Денис верх Блетин, у него было три сына:
- Ритерх[10]
- Карадог (убит в 1032 году)[11]
- Грифид
  - Мейриг[7]
    - Асара[7]